# Mud-puddling

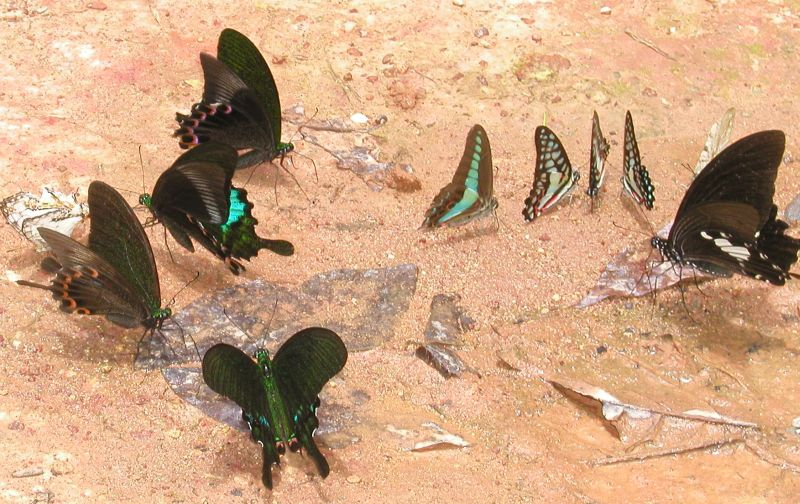
Papilionidae che praticano il mud-puddling, Thailandia.

Il mud-puddling, o semplicemente puddling, (letteralmente "rimescolamento del fango") è un comportamento molto comune nelle farfalle, ma anche in altri animali, perlopiù negli insetti: consiste nella ricerca di alcune sostanze nutritive contenute nel marciume di materia vegetale, fango e carogne in cui essi succhiano i fluidi. Se le condizioni sono adatte, gli insetti come le farfalle formano comunemente aggregazioni su suolo bagnato, letame o carogne. Da questi fluidi ottengono nutrienti come sali minerali e aminoacidi che giocano vari ruoli nella loro fisiologia, etologia ed ecologia. Tale comportamento è stato osservato anche in altri insetti, soprattutto nelle cicaline, come ad esempio la cicala delle patate (Empoasca fabae).
I lepidotteri (farfalle e falene) adottano differenti strategie per raccogliere i liquidi nutritivi. Tipicamente, il comportamento di mud-puddling si svolge sul suolo bagnato. Ma anche il sudore della pelle umana può essere attrattivo per alcune specie di Halpe. Altre fonti più inusuali includono sangue e lacrime. Inoltre, un simile comportamento non è limitato ai lepidotteri, e per esempio, diverse specie di api della famiglia Halictidae sono attratte da vari tipi di sudore e lacrime, inclusi quelli umani, e anche altre specie di api sono state osservate praticare il mud-puddling in vari gradi.
In molte specie il puddling è ristretto solo ai maschi, e la presenza di un gruppo di farfalle a terra è evidente per esempio in Battus philenor, in cui vi è uno stimolo al presunto puddling di gruppo.

## Nel suolo

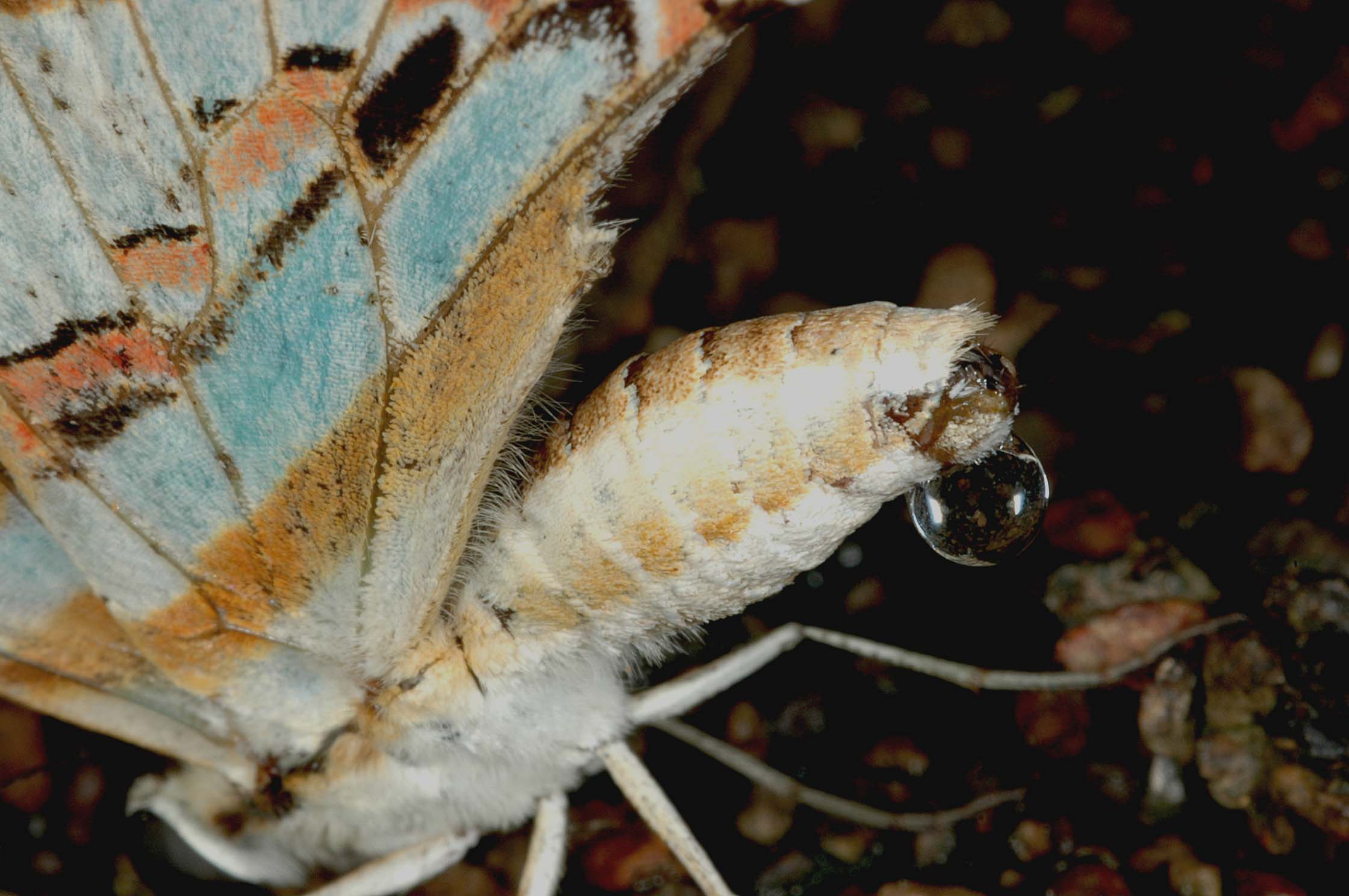
Graphium (Pathysa) nomius secernente l'eccesso di acqua dopo il mud-puddling.

Nell'India tropicale questo fenomeno si osserva soprattutto dopo la stagione dei monsoni. I gruppi generalmente includono diverse specie, in particolare delle famiglie Papilionidae e Pieridae.
I maschi sembrano beneficiare dell'assorbimento di sodio attraverso il mud-puddling con un aumento della fecondità. Il sodio e gli aminoacidi raccolti vengono spesso trasferiti alla femmina con lo spermatoforo durante l'accoppiamento come dono nuziale. Questa nutrizione trasferita migliora anche il tasso di sopravvivenza delle uova.
Quando eseguono il puddling, molte farfalle e falene pompano fluido attraverso il tubo digerente e lo rilasciano dal loro ano. In alcune specie, come ad esempio nel maschio del notodontide Gluphisia septentrionis, il fluido è rilasciato con getti anali ad intervalli di 3 secondi. La quantità di fluido che può passare attraverso il corpo può essere fino a 600 volte superiore alla sua massa; i maschi inoltre hanno un ileo molto più lungo (anteriore) rispetto alle femmine che non praticano il puddling.

## Altre fonti di liquidi nutrienti

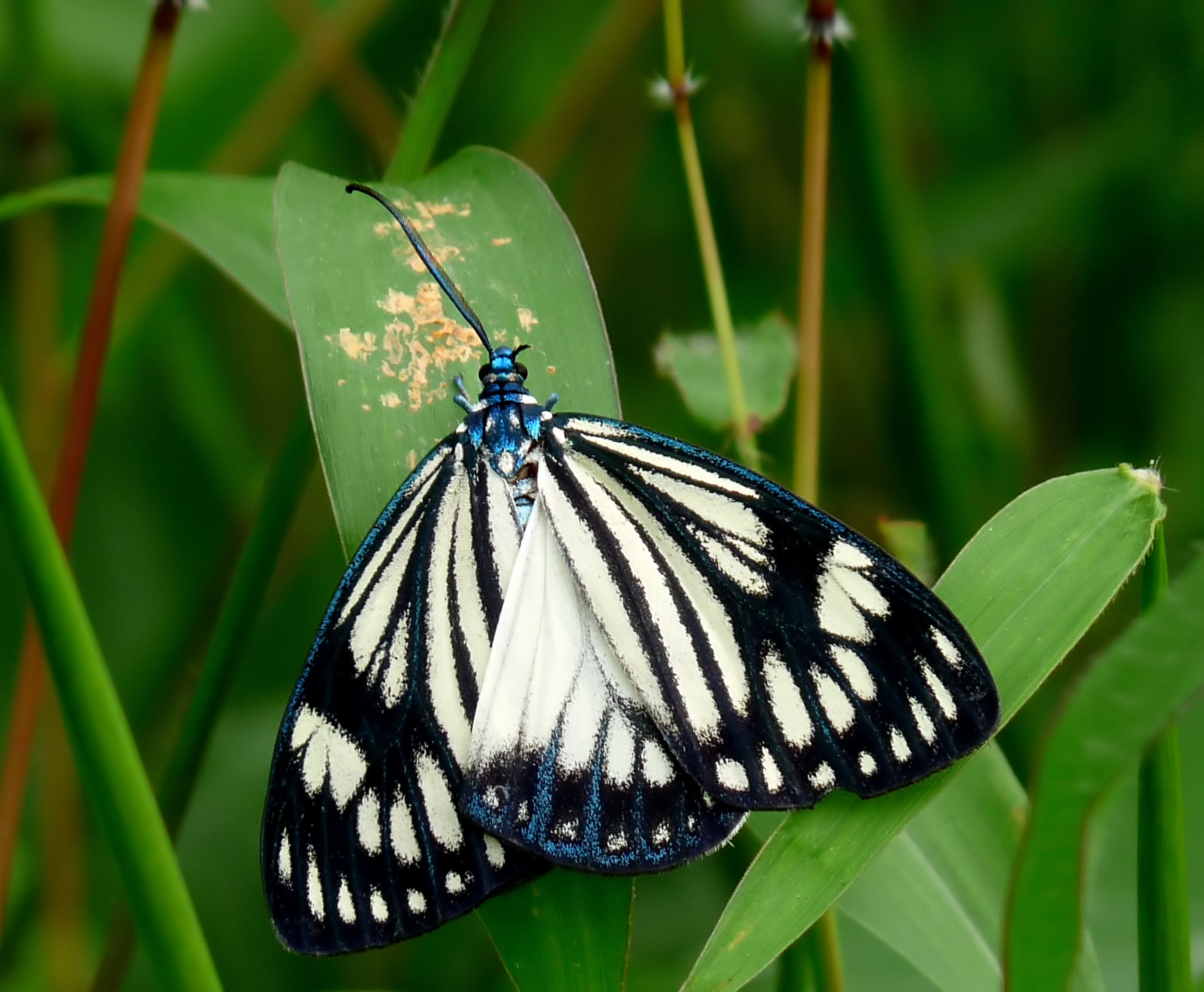
Cyclosia papilionaris che si alimenta su escremento di uccello.

Alcuni ortotteri – come ad esempio la locusta a spina di bambù gialla (Ceracris kiangsu) – sono attratti dall'urina umana, in particolare per gli ioni di sodio ed ammonio che vi sono contenuti. I lepidotteri che sono attratti dal letame (esempio: Zeuxidia spp.) o dalle carogne sembrano preferire gli ioni di ammonio più che il sodio. Nel marciume, i tessuti dei frutti rilasciano zuccheri e altri componenti organici come alcoli che derivano dai processi metabolici di decadimento degli organismi: le farfalle utilizzano tali sostanze principalmente come combustibile metabolico.
Nella foresta pluviale di pianura del Borneo, numerose specie di farfalle visitano regolarmente i frutti in decomposizione per bere. Questo comportamento è principalmente opportunista, anche se alcune specie sono molto attratte dalla frutta matura, in particolare Satyrinae (esempio: Neorina lowii) e Limenitidinae come la Bassarona dunya.
Le carogne sono di solito utilizzate più intenzionalmente; infatti gli insetti che si nutrono di esse sembrano rappresentare un diverso gruppo rispetto a quelli che praticano il classico mud-puddling e agli insetti che si nutrono di frutta. Essi includono diversi taxa, come ad esempio Cirrochroa emalea delle Nymphalinae o Charaxes bernardus  delle Charaxinae, così come Curetis tagalica delle Curetinae o Cheritra freja delle Theclinae.

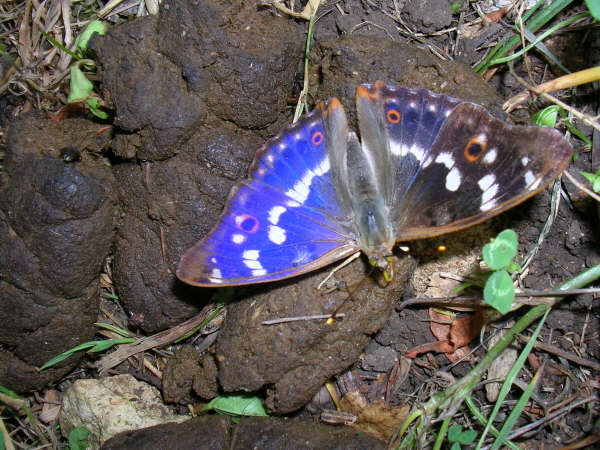
Apatura ilia f. ilia su letame.

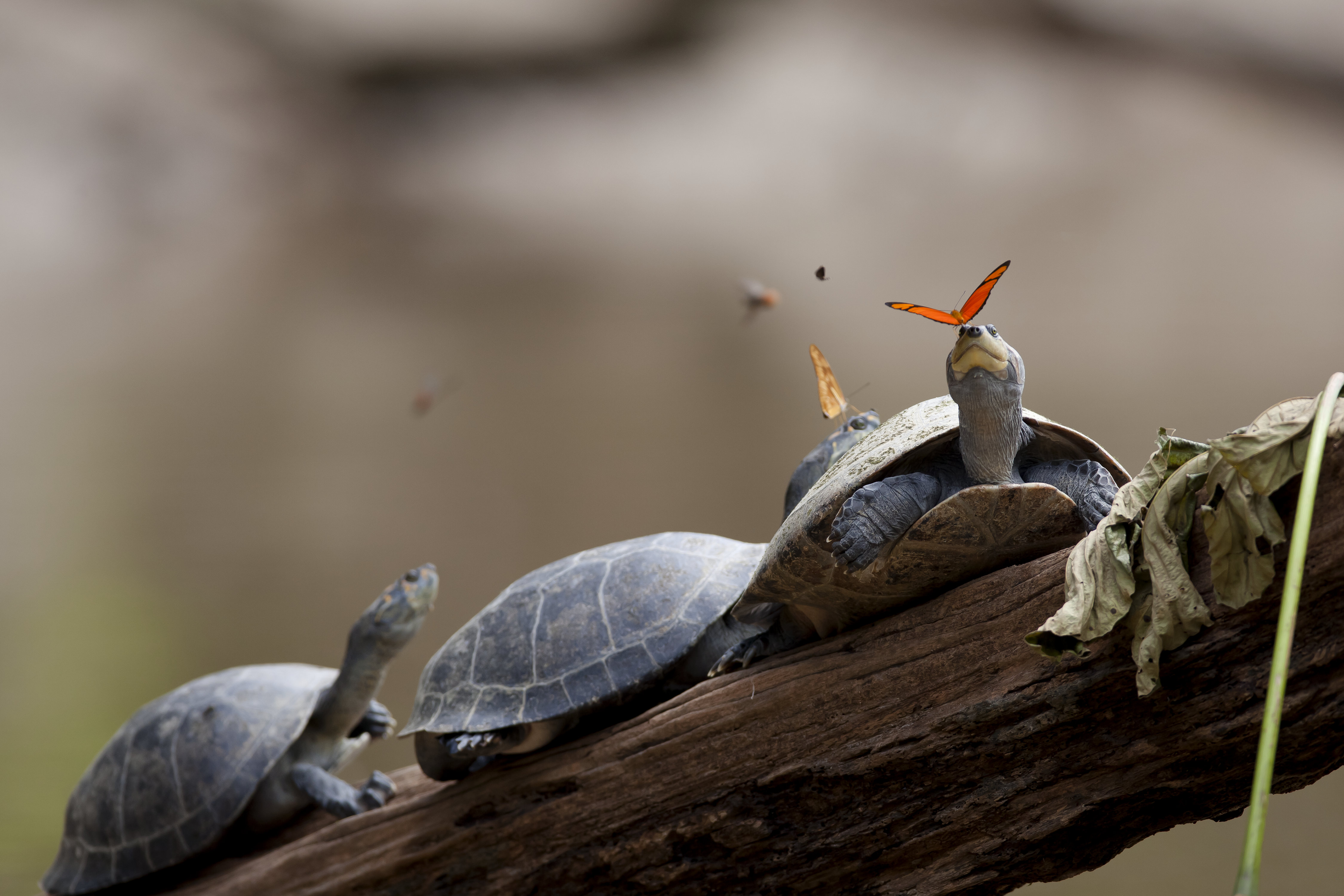
Due Dryas iulia che bevono le lacrime di tartaruga in Ecuador.

L'alimentazione da carogna si è evoluta indipendentemente in diversi modi. Animali specialisti possono avere anche l'abilità di fiutare la carne in decomposizione a distanza di centinaia di metri. Nelle Charaxinae del Borneo, insetti specialisti (es. Charaxes bernardus) o opportunisti (come altre Charaxes e Polyura) tendono ad avere una massa corporea decisamente più grande e le ali più piccole, il che li rende più audaci nelle manovre di volo rispetto agli specialisti della frutta come Prothoe franck e i visitatori opportunisti della frutta come Charaxes durnfordi. Altre farfalle, come la maggior parte di Pieridae, Papilionidae e Morphinae, sono state osservate raramente su carogne, letame e frutta marcia, anche se possono essere avide di fango in senso stretto. Complessivamente, le Nymphalidae mostrano la più alta varietà di strategie di raccolta di nutrienti fra le farfalle; le Limenitidinae hanno numerosi mud-puddlers che frequentano anche sterco, ma evitano frutta e carogne (in particolare del genere Limenitis), ed alcune sono attratte da qualsiasi sostanza di odore acre.
Alcune falene della sottofamiglia Calpinae sono note per la loro abitudine di bere sangue e lacrime. Hemiceratoides hieroglyphica del Madagascar è stato osservato visitare e succhiare le lacrime inserendo la sua spirotromba nelle palpebre chiuse di uccelli appollaiati. Altri casi di falene che bevono lacrime umane sono stati segnalati in Thailandia. Alcune specie del genere Calyptra sono chiamate "falene vampiro" poiché succhiano il sangue dai vertebrati dormienti, inclusi gli uomini.
Oftalmotropia (attrazione per gli occhi) e lacrimofagia (nutrirsi di lacrime) si verificano in una serie di falene che visitano i mammiferi: Mecistoptera griseifusa è un esempio degno di nota.